# Tiso
Tiso es un género de arañas araneomorfas de la familia Linyphiidae. Se encuentra en la zona holártica y sur de Asia.

## Lista de especies
Según The World Spider Catalog 12.0:
- Tiso aestivus (L. Koch, 1872)
- Tiso biceps Gao, Zhu & Gao, 1993
- Tiso camillus Tanasevitch, 1990
- Tiso golovatchi Tanasevitch, 2006
- Tiso incisus Tanasevitch, 2011
- Tiso indianus Tanasevitch, 2011
- Tiso megalops Caporiacco, 1935
- Tiso strandi Kolosváry, 1934
- Tiso vagans (Blackwall, 1834)